# RAF Cranwell
Royal Air Force Cranwell o più semplicemente RAF Cranwell (ICAO: EGYD) è una stazione della Royal Air Force nel Lincolnshire, in Inghilterra, vicino al villaggio di Cranwell, vicino a Sleaford. Tra le altre funzioni, ospita il Royal Air Force College (RAFC), che forma i nuovi ufficiali e Aircrew della RAF. Il motto, Altium Altrix, appare sopra le porte principali della Mensa degli ufficiali. RAF Cranwell è attualmente comandata dall'Air Commodore Peter J.M. Squires.

## Storia
Dopo un anno di preparazione, il Royal Naval Air Service Establishment Establishment Cranwell fu aperto nella primavera del 1916, che con l'istituzione della Royal Air Force nel 1918 divenne RAF Cranwell. Dopo la guerra, T. E. Lawrence, meglio noto come Lawrence d'Arabia, fu di stanza qui negli anni '20.
Sir Frank Whittle era di stanza a RAF Cranwell alla fine degli anni 1920. Qui formulò le idee principali per la propulsione a reazione, e nel 1941 ebbe luogo a Cranwell il Gloster E.28/39 il primo volo di un aereo jet britannico. Dopo la sua morte nel 1996, le sue ceneri furono sepolte nella chiesa di RAF Cranwells. (vedi anche Hans Joachim Pabst von Ohain)
Cranwell divenne il campo di addestramento per tutti gli aspiranti ufficiali RAF e tutta la formazione di volo ebbe luogo qui nei primi decenni dell'esistenza della scuola. Solo con l'estensione della formazione da due a tre anni dal 1960, in cui si poteva acquisire un titolo accademico, la formazione avanzata fu trasferita in altri campi dell'aviazione come RAF Valley, solo la formazione di base su Jet Provost rimase a Cranwell.

## Uso di oggi
Attualmente (2019) le seguenti strutture di formazione utilizzano RAF Cranwell:
- Royal Air Force College (RAFC), la scuola ufficiale della RAF e quindi l'equivalente dell'Accademia militare di Sandhurst del British Army
- Quartier generale della Central Flying School (CFS)
- No. 3 Flying Training School (n. 3 FTS): Oltre al quartier generale, uno dei tre squadroni volanti per l'addestramento di base, il 57th Squadron Reserve, è equipaggiato dal 2016 con il Perfect è di stanza a Cranwell. (Gli altri due sono il RAF Barkston Heath.) Inoltre, il 45° Reserve Squadron, è equipaggiato dal 2018 con Phenom 100, per l'addestramento "multi-engine".

Inoltre, ci sono altri dipartimenti.